# Salvatore Di Somma
Salvatore Di Somma (Castellammare di Stabia, 11 aprile 1948) è un dirigente sportivo, allenatore di calcio ed ex calciatore italiano, di ruolo difensore.

## Carriera

### Giocatore

Di Somma (a destra) capitano avellinese nel 1981, in contrastato sullo juventino Bonini.

Da calciatore ha iniziato nella Juve Stabia, in Serie D, dove ha collezionato in tre anni 84 presenze senza reti dal 1965 al 1968. Passato al Lecce nel 1968, vi ha militato in Serie C fino al 1975, collezionando in sette stagioni ben 222 presenze e 4 reti in campionato, numeri che ne fanno il sesto calciatore con più presenze in giallorosso. In seguito ha vestito per due anni la maglia del Pescara in Serie B, collezionando 42 presenze e 2 reti.
Nel 1977 è stato acquistato dall'Avellino, con cui ha ottenuto la promozione in Serie A al termine del campionato cadetto 1977-1978. Nel ruolo di libero ha militato nella squadra avellinese per sette annate, di cui ben sei consecutive in massima serie, fino al ritiro, avvenuto nel 1984. Con l'Avellino conta 210 presenze tra campionato e Coppa Italia.

### Allenatore
Ha allenato in Serie C1, Serie C2 e Serie D.
Inizia l'annata 1999-2000 da allenatore della Juve Stabia, venendo esonerato a ottobre 1999. Nel 2001 subentra come allenatore della Maceratese, con cui finisce penultimo in classifica e retrocede in Serie D. Nella stagione 2003-2004 è allenatore dell'Igea Virtus, in Serie C2, sostituendo l'esonerato Bollini, portando i siciliani a 2 punti dai play-off. Nell'anno 2004-2005 è allenatore del Lecco, in Serie D. Nella stagione 2005-2006 ha portato alla salvezza la squadra della sua città, la Juve Stabia, in Serie C1 (batte il Napoli), dopo che per gravi problemi societari la squadra era in zona retrocessione.
Nel marzo del 2007 è chiamato dalla Vibonese, in Serie C2, per salvare la squadra finita in zona play-out; la stagione si conclude con salvezza diretta. Nella stagione 2007-2008 ha salvato nuovamente la squadra dalla retrocessione.
Nel novembre del 2008 è diventato il nuovo responsabile dell'area tecnica del Treviso, in Serie B, venendo esonerato il 18 febbraio 2009, con la squadra in zona retrocessione. Il 15 marzo 2010 diviene allenatore del Campobasso, ruolo che ricopre fino a fine stagione.

### Dirigente
A fine stagione torna alla Juve Stabia, come responsabile dell'area tecnica per la stagione 2010-2011 di Prima Divisione e per la successiva, che ha visto il ritorno delle vespe in Serie B dopo 60 anni. Il campionato si conclude al 9º posto in classifica. L'anno successivo, dopo aver finito la stagione al 16º posto, a luglio lascia la Juve Stabia.
Il 23 agosto 2013 è diventato il nuovo responsabile dell'area scouting del Benevento. Il 5 ottobre 2013 la dirigenza sannita gli ha conferito il ruolo di direttore sportivo. Le streghe sannite accedono per la prima volta nella loro storia in Serie B il 30 aprile 2016. L'anno successivo, è ancora direttore sportivo della squadra che si qualifica ai play-off e batte in finale il Carpi, conquistando la storica promozione in Serie A. Dopo 9 partite di campionato e l'ultimo posto in classifica con zero punti, é esonerato dal Benevento.
Il 25 luglio 2019 è nominato nuovo direttore sportivo dell'Avellino, subentrando a Carlo Musa, in Serie C. Annuncia le sue dimissioni dalla carica il 23 dicembre 2019, pochi giorni dopo l'arrivo della nuova dirigenza, favorendo il ritorno di Carlo Musa. Nel febbraio 2020 subentra nuovamente a Musa restando fino a fine stagione, venendo confermato il 13 luglio 2020 dalla nuova dirigenza D'Agostino, subentrata a fine febbraio 2020. Viene esonerato il 16 febbraio 2022 insieme all'allenatore Piero Braglia.

## Palmarès

### Allenatore
- Campionato italiano Serie C2: 1

Potenza: 1991-1992 (girone C)